# Louis Orvoën
Louis Orvoën (9 de dezembro de 1919 - 21 de setembro de 1994) foi um político francês.
Orvoën foi membro da Assembleia Nacional de 1946 a 1951. Ele voltou ao corpo legislativo em 1956, ocupou o cargo até 1968 e mais tarde foi eleito para o Senado entre 1971 e 1980.
Orvoën tornou-se prefeito de Moëlan-sur-Mer em 1959, um ano após a sua eleição para o conselho geral do cantão de Pont-Aven. Em 1978, sucedeu a André Colin, falecido no cargo, como presidente do conselho geral de Finisterra. Após a aposentadoria de Orvoën em 1988, Charles Miossec substituiu-o.